# Die Schuld (1919)
Die Schuld ist ein deutsches Stummfilmmelodram aus dem Jahre 1919 mit Henny Porten in der Hauptrolle.

## Handlung
Die Kunststudentin Maria Helga Nansen hat sich in ihren Lehrer und Bildhauer Eugen Gedon verliebt. Dieser bittet sie darum, Modell für eine Statue zu stehen, die „die Schuld“ symbolisieren soll. Doch als sie herausbekommt, dass Gedon verheiratet ist, verlässt sie ihn und bricht das Studium ab. Stattdessen wird sie Erzieherin der kleinen Inge bei der alten Gräfin Halström. Jahre später heiratet sie deren Sohn Jürgen.
In der Zwischenzeit hat Gedon seine Skulptur fertig- und ausgestellt. Jürgen erkennt sofort, dass seine Frau für den Bildhauer Modell gestanden haben muss und ist schockiert. Zornig stellt er seine Frau zur Rede. Im Glauben, dass die Statue nicht nur die Schuld im Allgemeinen symbolisiere, sondern zugleich auch ihre ganz eigene, persönliche, verübt die junge Frau Selbstmord.

## Produktionsnotizen
Die Schuld wurde gleich im Anschluss von Ihr Sport gedreht und passierte im Mai 1919 die Filmzensur. Die Uraufführung fand am 6. Juni 1919 im Berliner Mozartsaal statt. Der Film hatte 77 Zwischentitel und besaß vier Akte, verteilt auf eine Länge von 1516 bzw. (nach Kürzungen) 1449 Metern. Ein Jugendverbot wurde erteilt.
Die Bauten stammen von Kurt Dürnhöfer und Jack Winter.

## Kritik
In Paimann’s Filmlisten ist zu lesen: „Stoff und Spiel ausgezeichnet, Photos und Szenerie sehr gut. (Ein Schlager).“